# Jules Bara

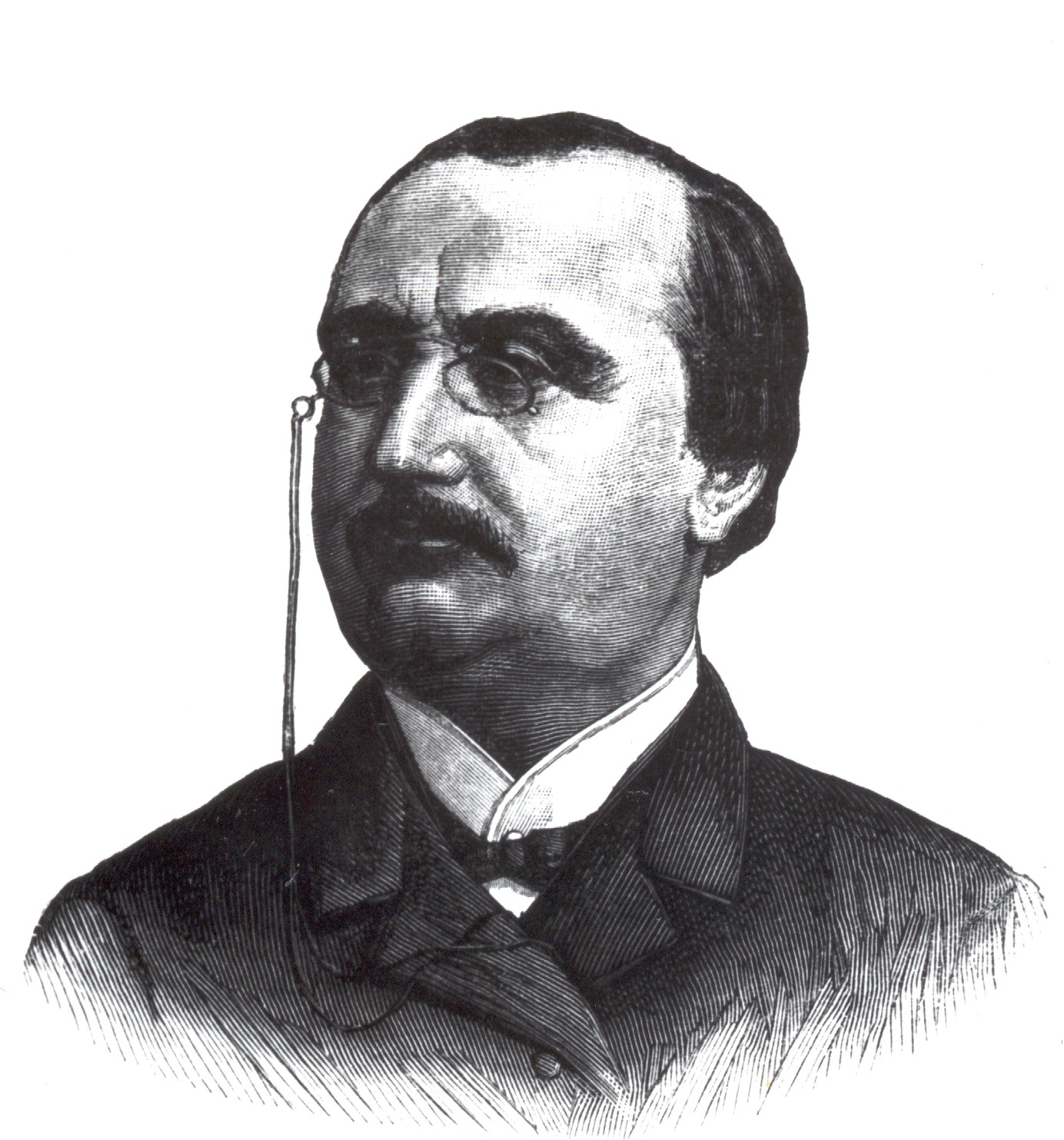
Jules Bara'

Jules Bara, född 23 augusti 1835 i Tournai, död 26 juni 1900 i Saint-Josse-ten-Noode, var en belgisk jurist och politiker.
Bara var först advokat och professor vid Université Libre de Bruxelles, valdes 1862 till deputerad för Tournai och gjorde sig snart känd såsom en av liberalernas bästa talare i deputeradekammaren. Tillsammans med Walthère Frère-Orban var han liberalernas ledare där 1862–94, var han 1865–70 justitieminister i den sistnämndes ministär och bekämpade sedan på det kraftigaste den katolska ministär, som därefter kom till makten. Ånyo justitieminister 1878–84 under Frère-Orban, uträttade han emellertid föga. Från 1894, då det liberala partiet i Belgien nästan krossades, var Bara medlem av senaten, där han med kraft förde sitt partis talan.